# Softronic Transmontana
Softronic Transmontana este o locomotivă electrică pentru trenuri de marfă, produsă de producătorul român de locomotive Softronic.

## Istorie

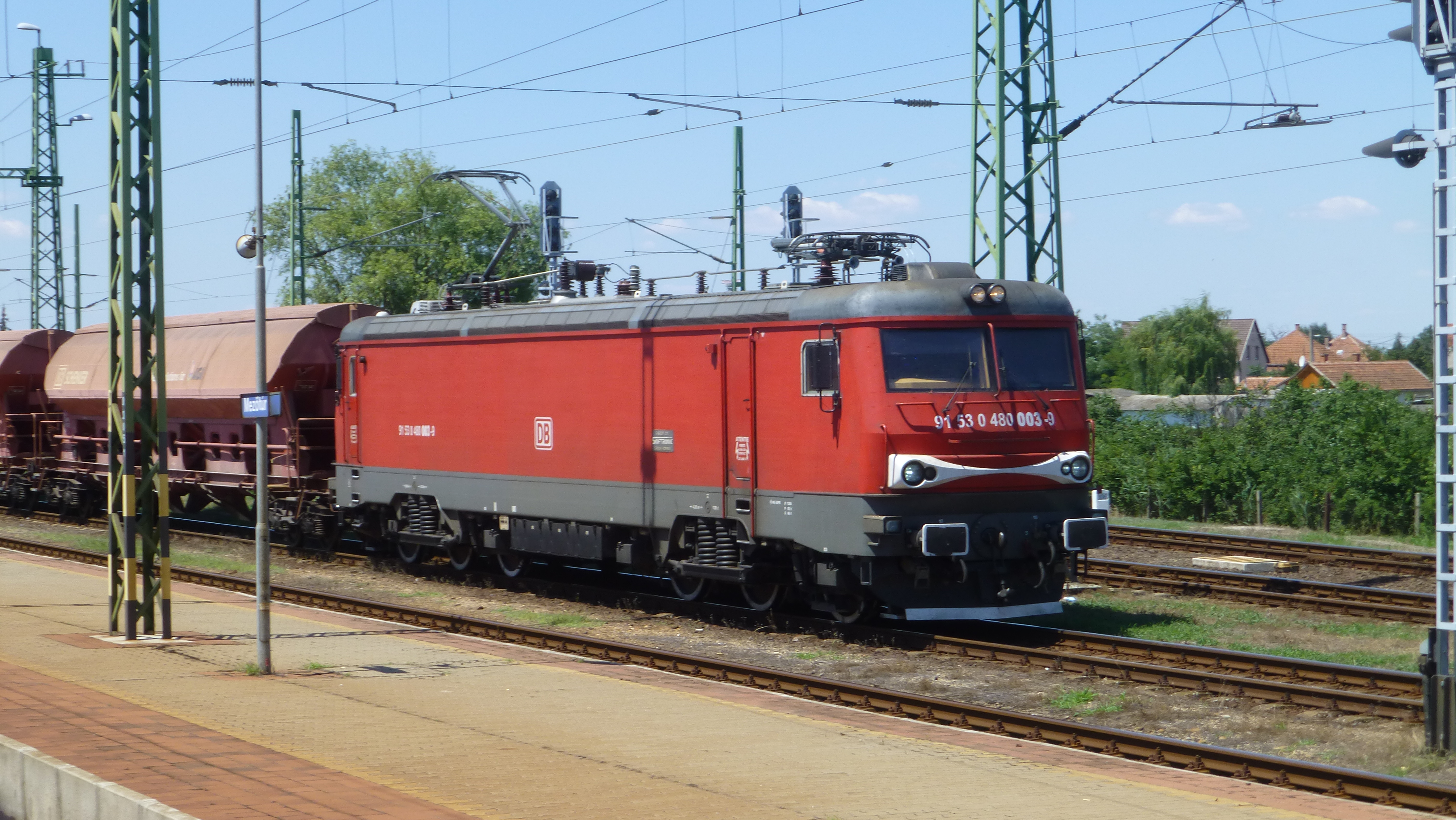
Locomotiva Transmontana în Ungaria, tractând un tren de marfă

Prima locomotivă de acest fel a fost livrată în 2010 operatorului feroviar de stat CFR Călători.

## Design
Osiile Co-CO sunt echipate cu un transformator bi-sistem de 25 kV 50 Hz și 15 kV și 16 2/3 Hz ce alimentează șase motoare de tracțiune asincrone, dezvoltând o putere totală de 6600 kW, capabile să atingă viteze de 200 km/h. 
Locomotiva are o nouă structură metalică (cutie), motoare de tracțiune asincrone, frânare cu recuperare, convertizoare electronice de tracțiune cu IGBT, echipament electronic de înaltă performanță pentru comanda și control, faruri cu LED.

## Operatori
Locomotiva este folosită de operatori feroviari de marfă din centrul și estul Europei: România, Austria, Ungaria și Bulgaria. Locomotiva este de asemenea folosită în zona muntoasă a Suediei, în exploatații miniere.
- CER Cargo, Ungaria[2]
- CFR, România
- CTV, România
- DB Cargo, România[3]
- E-P Rail, România
- Green Cargo, Suedia[4]
- LTE, Austria[5]
- MMV, Ungaria[6]
- Bulmarket, Bulgaria
- Cargounit, Polonia [7]